# St. Petersburg Open 2021 - Qualificazioni singolare
Le qualificazioni del singolare del St. Petersburg Open 2021 sono state un torneo di tennis preliminare per accedere alla fase finale della manifestazione. I vincitori dell'ultimo turno sono entrati di diritto nel tabellone principale. In caso di ritiro di uno o più giocatori aventi diritto, a questi sono subentrati i Lucky loser, ossia i giocatori che hanno perso nell'ultimo turno ma che avevano una classifica più alta rispetto agli altri partecipanti che avevano comunque perso nel turno finale.

## Teste di serie
1. Botic van de Zandschulp (qualificato)
2. Benjamin Bonzi (primo turno)
3. Federico Coria (primo turno)
4. Miomir Kecmanović (ultimo turno)

1. Emil Ruusuvuori (qualificato)
2. Yoshihito Nishioka (qualificato)
3. Mikael Ymer (primo turno)
4. Jahor Herasimaŭ (qualificato)

### Qualificati
1. Botic van de Zandschulp
2. Emil Ruusuvuori

1. Jahor Herasimaŭ
2. Yoshihito Nishioka

## Tabellone

### Legenda
| - Q = Qualificato - WC = Wild card - LL = Lucky loser | - ALT = Alternate - SE = Special Exempt - PR = Protected Ranking | - w/o = Walkover - r = Ritirato - d = Squalificato |

### Sezione 1
|  | Primo turno | Primo turno             | Primo turno             | Primo turno             | Primo turno |  |  | Ultimo turno | Ultimo turno            | Ultimo turno | Ultimo turno | Ultimo turno |  |
|  |             |                         |                         |                         |             |  |  |              |                         |              |              |              |  |
|  | 1           | Botic van de Zandschulp | Botic van de Zandschulp | Botic van de Zandschulp | 6           |  |  |              |                         |              |              |              |  |
|  | Alt         | Marc Polmans            | Marc Polmans            | Marc Polmans            | 6r          |  |  | 1            | Botic van de Zandschulp | 5            | 6            | 6            |  |
|  | Alt         | Evgenij Donskoj         | Evgenij Donskoj         | 6                       | 7           |  |  | Alt          | Evgenij Donskoj         | 7            | 3            | 2            |  |
|  | 7           | Mikael Ymer             | Mikael Ymer             | 2                       | 5           |  |  |              |                         |              |              |              |  |

### Sezione 2
|  | Primo turno | Primo turno     | Primo turno     | Primo turno | Primo turno |  |  | Ultimo turno | Ultimo turno    | Ultimo turno    | Ultimo turno | Ultimo turno |  |
|  |             |                 |                 |             |             |  |  |              |                 |                 |              |              |  |
|  | 2           | Benjamin Bonzi  | 6               | 64          | 2           |  |  |              |                 |                 |              |              |  |
|  | WC          | Dmitrij Popko   | 4               | 7           | 6           |  |  | WC           | Dmitrij Popko   | Dmitrij Popko   | 64           | 4            |  |
|  | PR          | Gilles Simon    | Gilles Simon    | 0           | 3           |  |  | 5            | Emil Ruusuvuori | Emil Ruusuvuori | 7            | 6            |  |
|  | 5           | Emil Ruusuvuori | Emil Ruusuvuori | 6           | 6           |  |  |              |                 |                 |              |              |  |

### Sezione 3
|  | Primo turno | Primo turno     | Primo turno     | Primo turno | Primo turno |  |  | Ultimo turno | Ultimo turno    | Ultimo turno    | Ultimo turno | Ultimo turno |  |
|  |             |                 |                 |             |             |  |  |              |                 |                 |              |              |  |
|  | 3           | Federico Coria  | Federico Coria  | 3           | 4           |  |  |              |                 |                 |              |              |  |
|  |             | Radu Albot      | Radu Albot      | 6           | 6           |  |  |              | Radu Albot      | Radu Albot      | 62           | 4            |  |
|  |             | Damir Džumhur   | Damir Džumhur   | 1           | 6           |  |  | 8            | Jahor Herasimaŭ | Jahor Herasimaŭ | 7            | 6            |  |
|  | 8           | Jahor Herasimaŭ | Jahor Herasimaŭ | 6           | 7           |  |  |              |                 |                 |              |              |  |

### Sezione 4
|  | Primo turno | Primo turno        | Primo turno        | Primo turno | Primo turno |  |  | Ultimo turno | Ultimo turno       | Ultimo turno | Ultimo turno | Ultimo turno |  |
|  |             |                    |                    |             |             |  |  |              |                    |              |              |              |  |
|  | 4           | Miomir Kecmanović  | 2                  | 6           | 6           |  |  |              |                    |              |              |              |  |
|  | WC          | Evgenij Karlovskij | 6                  | 4           | 1           |  |  | 4            | Miomir Kecmanović  | 3            | 6            | 2            |  |
|  | Alt         | Roman Safiullin    | Roman Safiullin    | 5           | 2           |  |  | 5            | Yoshihito Nishioka | 6            | 4            | 6            |  |
|  | 6           | Yoshihito Nishioka | Yoshihito Nishioka | 7           | 6           |  |  |              |                    |              |              |              |  |